# Glaucocharis rossi
Glaucocharis rossi là một loài bướm đêm trong họ Crambidae.